# Special Branch
Au sein de la Metropolitan Police du Royaume-Uni, du Commonwealth ou de l'Irlande, la Special Branch ou Branche Spéciale a pour fonction le renseignement (essentiellement le contre-espionnage) et l'antiterrorisme.

## Histoire
Afin de lutter contre les membres de la Fraternité républicaine irlandaise, la police londonienne créa une Unité spéciale en 1883. Au fur et à mesure de leur indépendance, les pays du Commonwealth dotèrent leur police d'un service identique.